# Yeats (cràter)
Yeats és un cràter d'impacte en el planeta Mercuri de 92 km de diàmetre. Es troba al sud del cràter Li Po i al sud-oest del cràter Sinan. Porta el nom del poeta irlandès William Butler Yeats (1865-1939), i el seu nom va ser aprovat per la Unió Astronòmica Internacional el 1976.
La seva vora és circular i està intacte, excepte a la banda nord on un cràter secundari li ha fet una osca. Està vorejada per un cràter més petit, sense nom, al nord-oest. En en centre del cràter hi ha una petita muntanya.